# Lysmata nilita
Lysmata nilita is een garnalensoort uit de familie van de Hippolytidae. De wetenschappelijke naam van de soort is voor het eerst geldig gepubliceerd in 1950 door Dohrn & Holthuis.